# Richard Wilbur

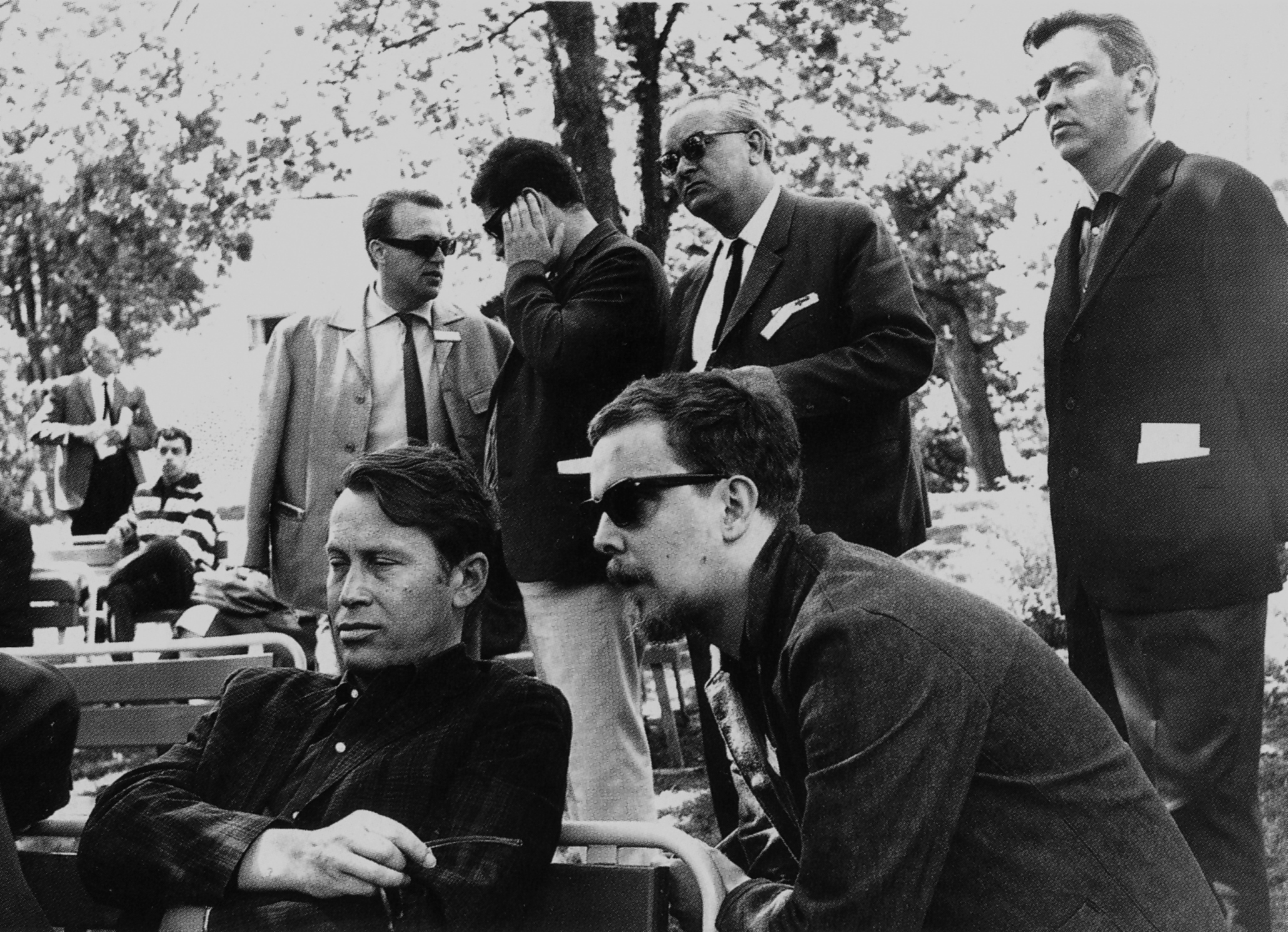
Richard Wilbur (vooraan links) met de Finse dichter Anselm Hollo op een internationale schrijversreunie te Lahti, juni 1964.

Richard Purdy Wilbur (New York, 1 maart 1921 – Belmont, 14 oktober 2017) was een Amerikaans dichter en vertaler. Hij won twee keer de Pulitzerprijs voor poëzie, in 1957 en 1989. In 1987-1988 was hij de United States Poet Laureate.

## Biografie
Wilbur studeerde in 1942 af aan Amherst College in Massachusetts, diende vervolgens tussen 1943 en 1945 in het Amerikaanse leger, en volgde daarna nog studies aan de Harvard-universiteit. Vervolgens zou hij decennialang Engelse literatuur doceren aan verschillende Amerikaanse universiteiten, de langste tijd op Smith College te Northampton.
Wilbur debuteerde als dichter in 1947 met de bundel The Beautiful Changes, and Other Poems en brak in 1950 door met Ceremony, and Other Poems. Met dit vroege werk zette hij meteen de toon voor zijn verdere oeuvre. Hij werd beïnvloed door T.S. Eliot en wordt gerekend tot de stroming van het nieuw formalisme. Wilburs stijl is streng en beheerst, elegant en muzikaal. Hij is sterk gericht op de schoonheid der dingen die hij luchtig en soms met lichte humor beschrijft, zonder sentimentaliteit. Er werd hem wel een zeker traditionalisme verweten, maar dat verhinderde niet dat hij uitgroeide tot een van de populairste Amerikaanse dichters van na de Tweede Wereldoorlog. In 1956 won hij de Pulitzerprijs voor poëzie en National Book Award met zijn bundel Things of This World. In 1989 keeg hij andermaal de Pulitzerprijs voor New and Collected Poems. Componist William Schuman zette in 1985 onder de titel On freedom's ground een vijftal van zijn teksten op muziek, ter gelegenheid van de viering honderd jaar vrijheidsbeeld. In 1987-1988 was hij de United States Poet Laureate.
Wilbur vertaalde ook veel klassieke Franse literatuur naar het Engels, onder meer van Molière, Jean Racine, Gérard de Nerval, Paul Valéry en Charles Baudelaire. Hij overleed in 2017 in een verpleeghuis te Belmont, Massachusetts, 96 jaar oud.

## Fragment
One wading a Fall meadow finds on all sides

The Queen Anne’s Lace lying like lilies

On water; it glides

So from the walker, it turns

Dry grass to a lake, as the slightest shade of you

Valleys my mind in fabulous blue Lucernes.
(Eerste strofe van het gedicht The Beautiful Changes, 1947)